# Камольї
Камольї (італ. Camogli, ліг. Camoggi) — муніципалітет в Італії, у регіоні Лігурія,  метрополійне місто Генуя.
Камольї розташоване на відстані близько 390 км на північний захід від Рима, 19 км на схід від Генуї.
Населення — 5400 осіб (2014).

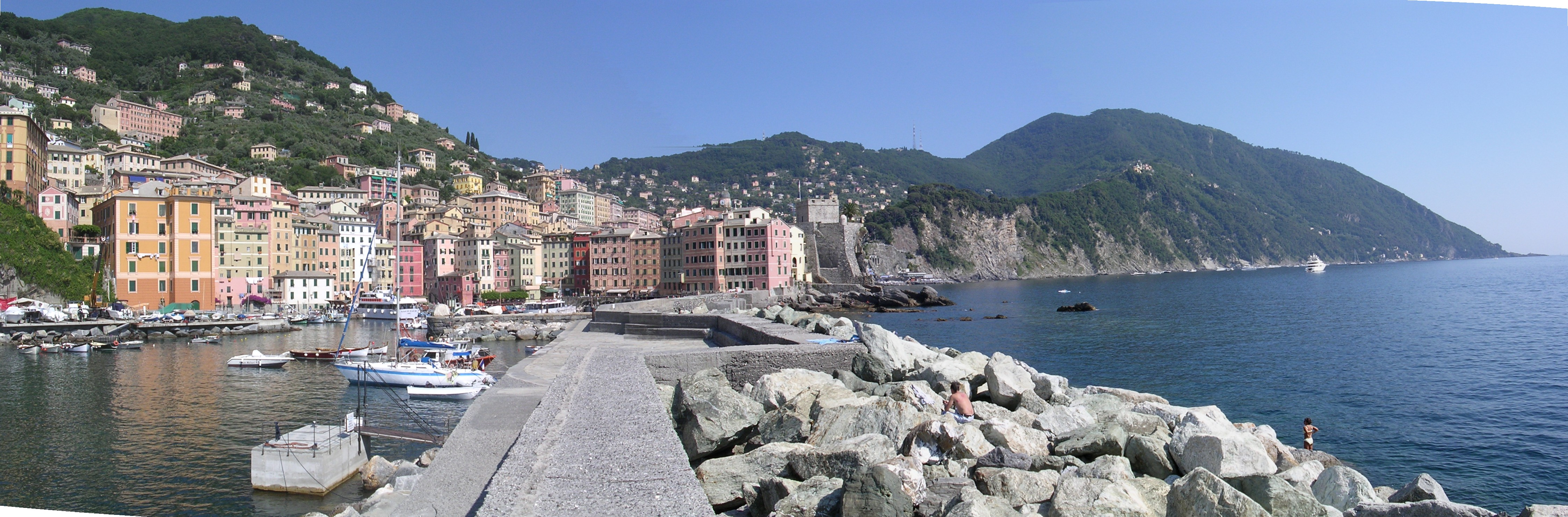

Щорічний фестиваль відбувається 2 липня. Покровитель — N.S. del Boschetto.

## Демографія
Населення за роками:

Станом на 1 січня 2023 року в муніципалітеті офіційно проживало 279 іноземців з 51 країни, серед них 78 громадян країн Євросоюзу та 17 громадян України.

## Сусідні муніципалітети
- Портофіно
- Рапалло
- Рекко
- Санта-Маргерита-Лігуре